# Stanisław Sołtan
Stanisław Pereświet-Sołtan herbu Sołtan (ur. w 1756, zm. w 1836) – marszałek nadworny litewski od 1791, w 1790 roku mianowany podkomorzym litewskim, generał major armii Wielkiego Księstwa Litewskiego od 1782 roku, chorąży wielki litewski w 1782 roku, członek Komisji Policji Obojga Narodów w 1792 roku, wolnomularz.

## Życiorys
Był członkiem konfederacji Sejmu Czteroletniego. Jako poseł słonimski wybrany został ze stanu rycerskiego sędzią Sejmu Czteroletniego w 1788 roku. Był działaczem Stronnictwa Patriotycznego i członkiem Zgromadzenia Przyjaciół Konstytucji Rządowej. W czasie wojny polsko-rosyjskiej, na zebraniu 23 lipca 1792 był przeciwny decyzji króla Stanisława Augusta Poniatowskiego o jego przystąpieniu do konfederacji targowickiej i zalecał kontynuowanie oporu i wyjazd króla do obozu wojskowego celem wzmocnienia morale walczącej armii. 24 lipca udał się na emigrację do Saksonii. Był jednym z organizatorów insurekcji kościuszkowskiej na Litwie. Był aresztowany przez Smoleńską Komisję Śledczą w 1794 roku, został w drodze wyjątku skazany na osiedlenie w Kazaniu. W 1812 został prezesem utworzonej przez cesarza Napoleona I Bonaparte Komisji Rządu Tymczasowego Wielkiego Księstwa Litewskiego.
W 1791 roku odznaczony Orderem Orła Białego, w 1782 roku został kawalerem Orderu Świętego Stanisława, w 1813 roku odznaczony Krzyżem Oficerskim Orderu Legii Honorowej.
W 1781 roku był członkiem lóż wolnomularskich Litwin Gorliwy i Doskonała Jedność.
Dzięki małżeństwu z Franciszką Teofilą Radziwiłłówną, córką krajczy wielkiego litewskiego Stanisława stał się właścicielem Zdzięcioła, który małżonka wniosła mu we wianie. Stanisław odnowił tutejszy pałac, jednak już jego syn był ostatnim właścicielem miasteczka, gdyż majątek został skonfiskowany przez władze rosyjskie w ramach represji za udział Adama Leona Ludwika w antycarskim powstaniu.
O panu Sołtanie, co mieszka w Zdzieńciele (Zdzięciele), wspomina Adam Mickiewicz w Księdze ósmej Pana Tadeusza (1834).